# أليخاندرا برافو
أليخاندرا برافو (بالإسبانية: Alejandra Bravo) هي عالمة كيمياء حيوية وأحيائية مكسيكية، ولدت في 29 أبريل 1961 في مدينة مكسيكو في المكسيك.